# Як друг (Цілком таємно)
Як друг (En ami) — 15-й епізод сьомого сезону серіалу «Цілком таємно». Епізод належить до «міфології серіалу». Прем'єра в мережі «Фокс» відбулася 19 березня 2000 року.
У США серія отримала рейтинг Нільсена, рівний 7.4, це означає, що в день виходу її подивилися 11.91 мільйона глядачів.

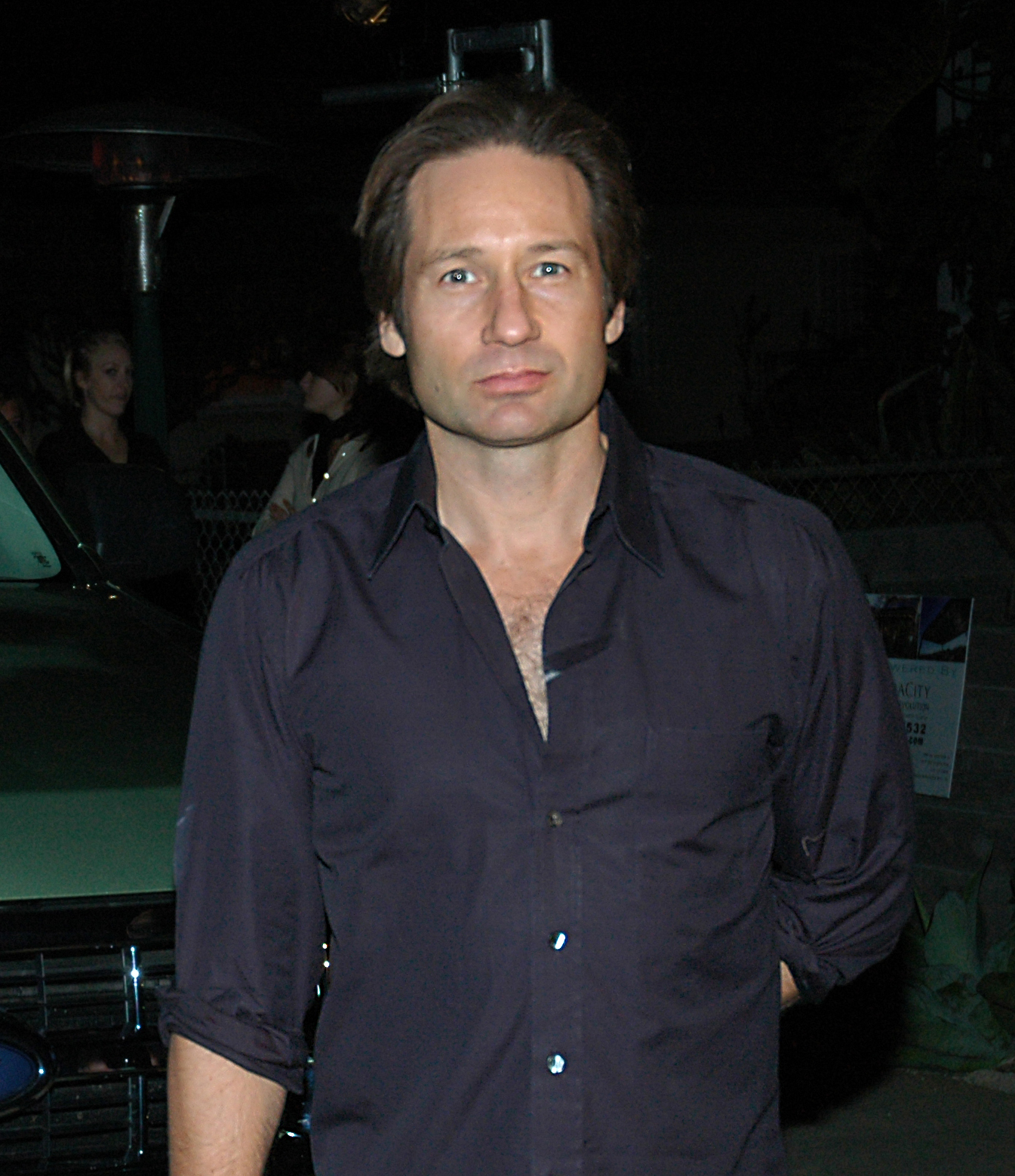

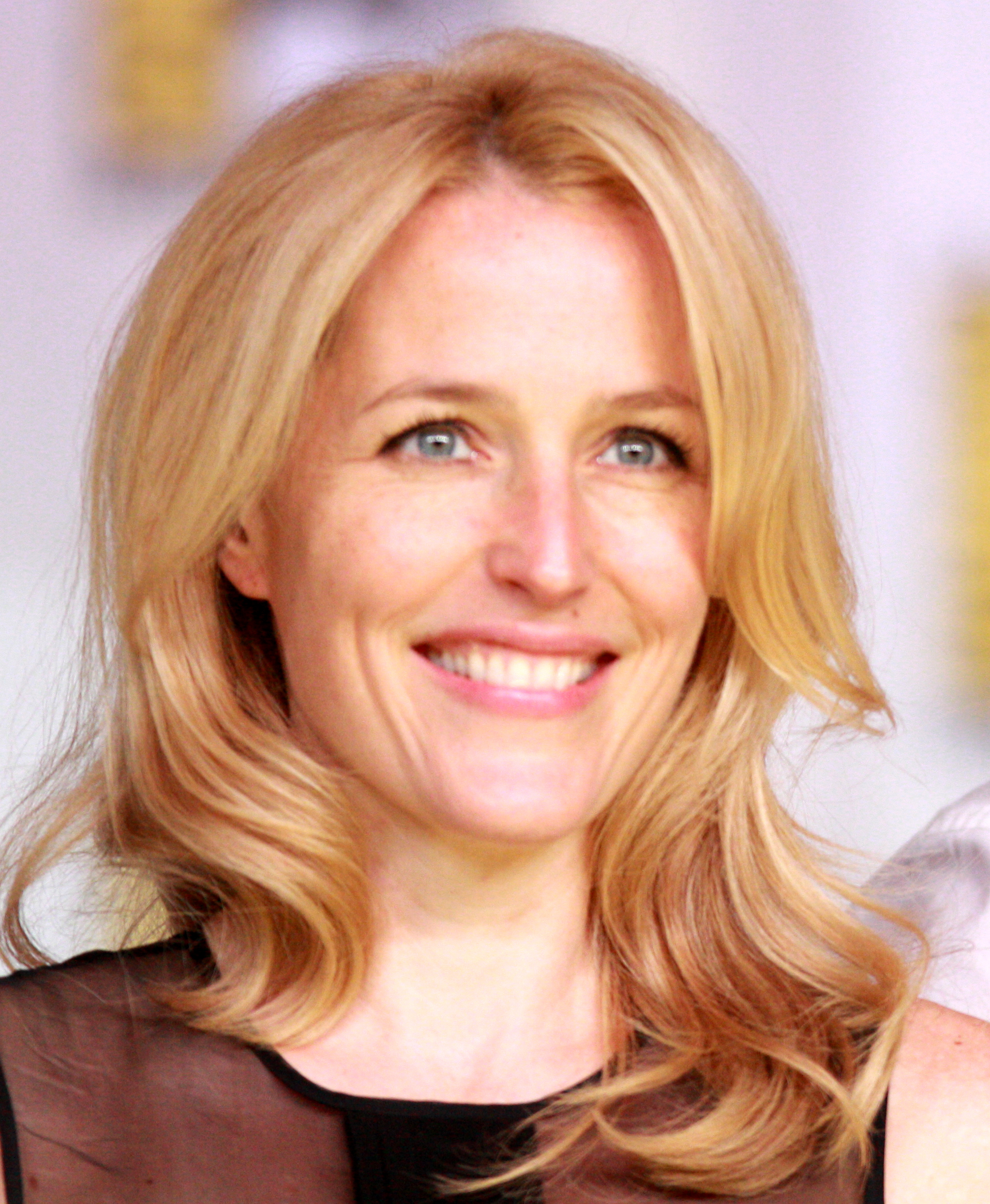

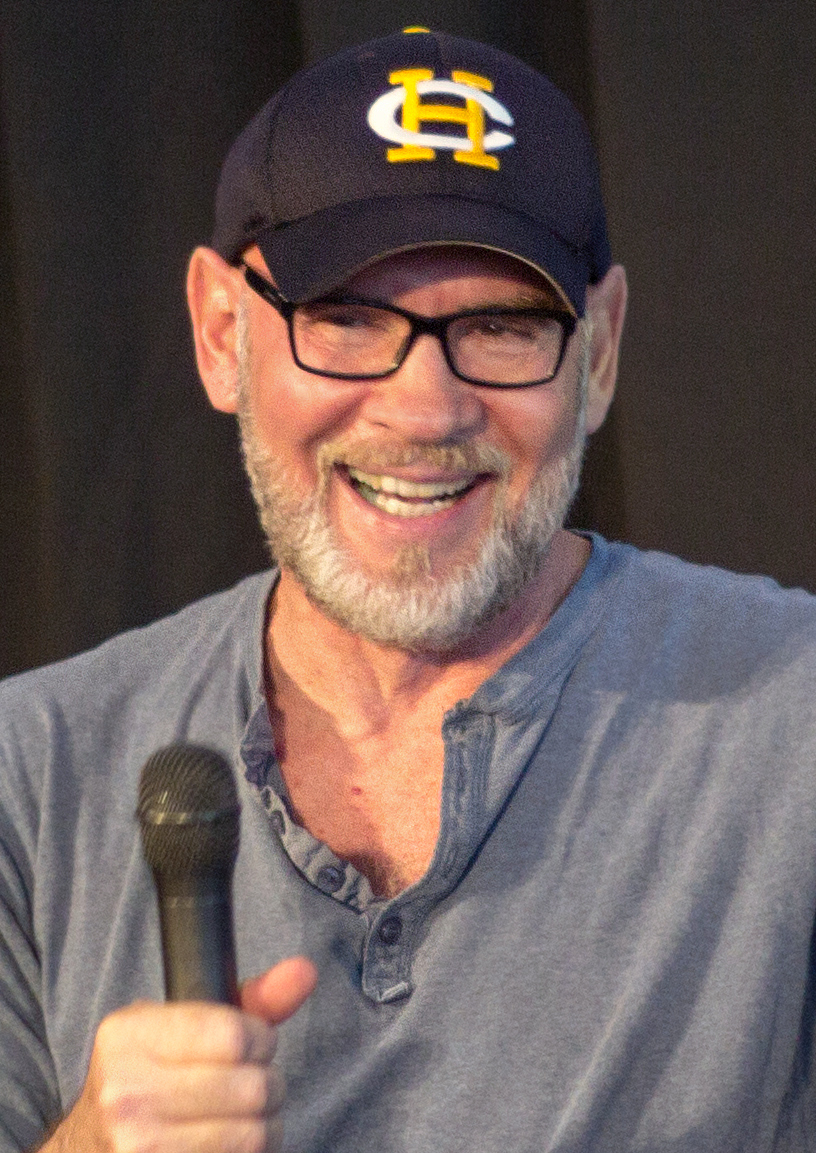

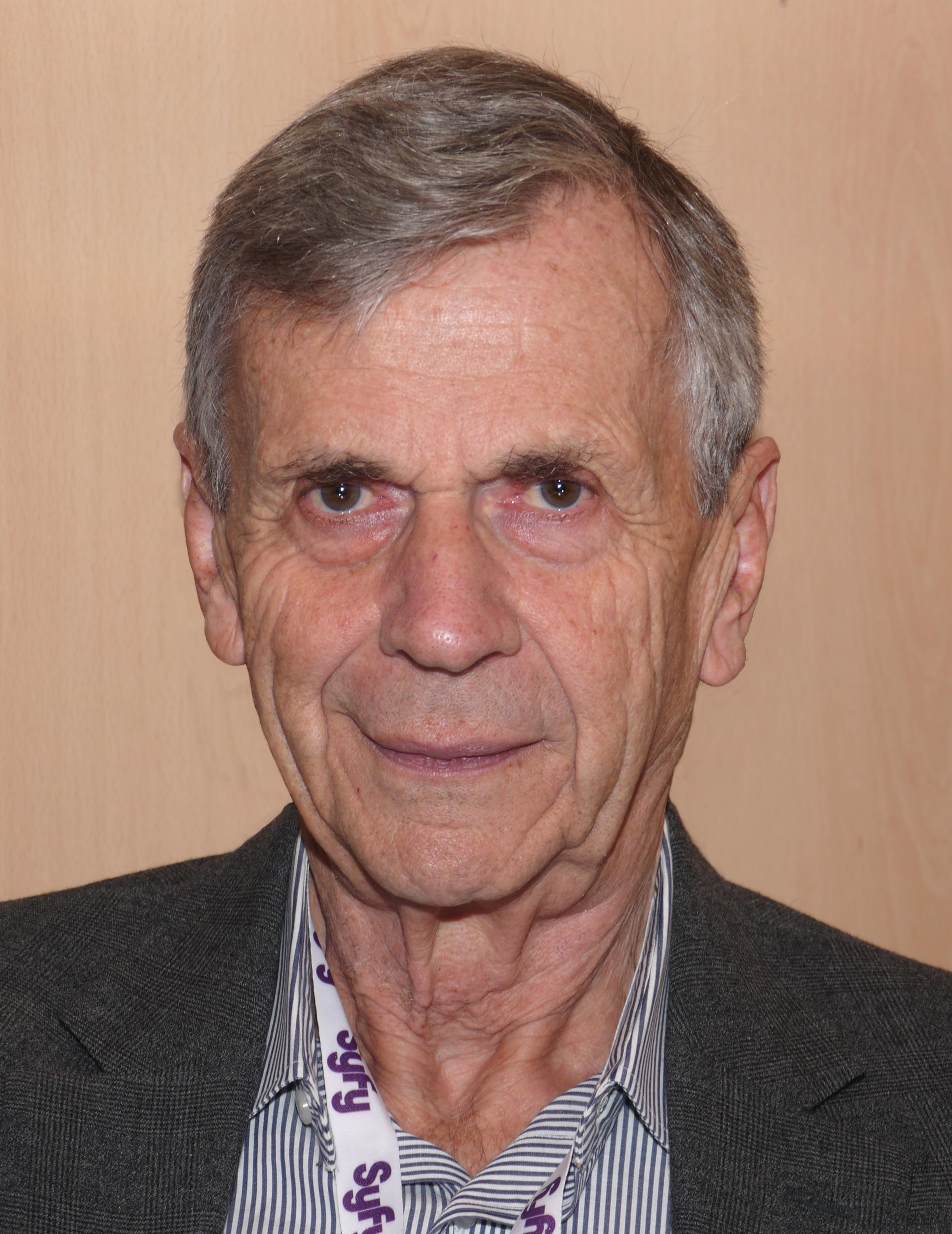

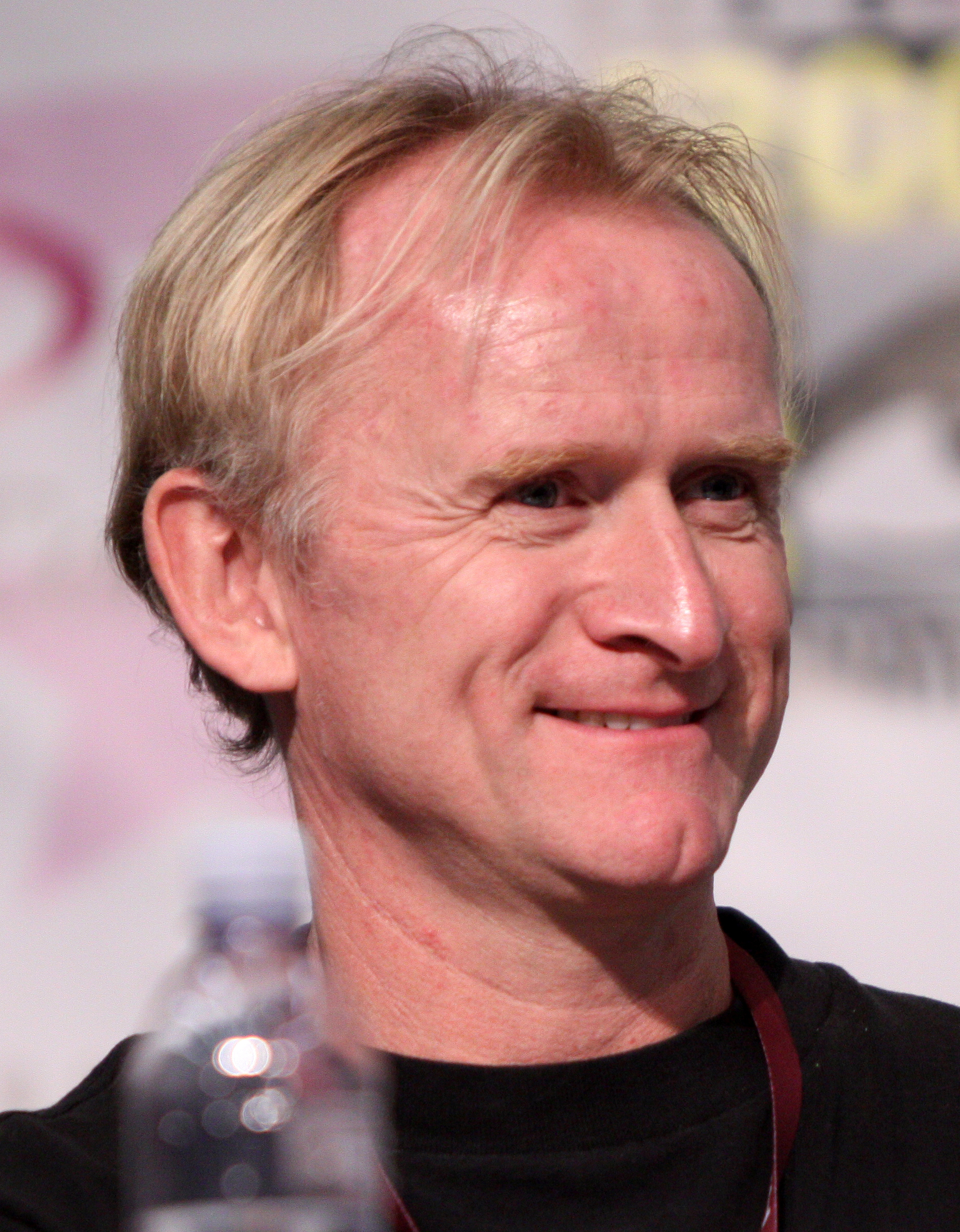

Назва епізоду є грою слів при перекладі: по-французьки en ami означає «як друг», англійською співзвучне enemy — ворог. Скаллі заінтригована історією раптового виздоровлення від онкологічного захворювання хлопчика, батьки якого не сприймають лікарського втручання з релігійних причин. Причини виявляються чисто науковими, і Дейна, прагнучи дізнатися відповіді, погоджується на подорож з Курцем за ліками від усіх хвороб.

## Зміст
Істина поза межами досяжного
В Гучленді (Вірджинія) Джейсона Макпека, хлопчика з онкохворобою, батьки виводять з машини. Родина проходить повз камери репортерів і волаючих протестантів. Батько кладе Джейсона у його ліжко, та каже сину, що Бог вирішить, чи зможе він вилікуватися від свого захворювання. Пізніше вночі хлопець бачить яскраве світло і чоловіків у чорному, що йдуть до його вікна.
Наступного дня хлопчик дивом виліковується від раку.
Фокс Малдер та Дейна Скаллі отримують анонімну інформацію про справу Джейсона, і незабаром вони проводять розслідування. У будинку Макпек Джейсон розповідає, що до нього прийшли ангели, і один з них уколов його в шию, й тепер його хвороба зникла. Скаллі оглядає його шию і знаходить розріз, точно такий, як той, який був у неї, коли її викрали. Після відходу Скаллі знаходить Курця в її машині. Курець каже їй, що саме він врятував життя Джейсона, і оскільки він помирає, то хоче спокутувати свою раніше недобру поведінку, давши ліки Скаллі. Дейна їде, але Курець лишає їй свій номер телефону — і застерігає від повідомлення інформації Фоксу.
Скаллі відстежує номер телефона — він за адресою офісу Курця. Дейна заходить ніби помилилася — а охоронець запрошує її пройти на 3-й поверх — на неї чекають. Курець пояснює, що він помирає від мозкового запалення, яке розвинулося після його операції. Він попереджає — до ліків добиратися кілька днів і його можуть вбити, якщо дізнаються — що він запропонував Скаллі. Вона погоджується вирушити в подорож, щоб отримати ліки, але закріплює шпигувальний пристрій на грудях, щоб надіслати Малдеру магнітофонні записи своїх розмов. Малдер отримує від Скаллі повідомлення — вона відлучилася на кілька днів по сімейних справах.
Під час поїздки Курець розповідає Скаллі, що він вважає — що розділяє з нею особливу спорідненость, оскільки колись тримав її власне життя в своїх руках. Малдер вважає повідомлення, яке Скаллі залишила на його телефоні підозрілим, і йде до її квартири. Там орендодавець повідомляє йому, що Дейна поїхала зі своїм водієм, якого описує як «значно старшого хлопця», який «високий і димить, як паротяг». Курець і Скаллі прибувають до дому Марджорі Баттерс, 118-річної садівниці, якій також вживили чіп в потилицю. За ними слідкує з автівки Чоловік в чорному. Тим часом Малдер відвідує Волтера Скіннера, щоб висловити своє занепокоєння, але Скаллі зателефоновує Скіннеру під час зустрічі і каже, що з нею все добре. На заправці Скаллі виймає пристрій стеження, кладе його в конверт і відправляє Малдеру. Однак чоловік, який слідує за ними, виймає лист із поштової скриньки.
Самотні стрільці уночі приходять до квартири Малдера переодягнені і кажуть, що вони не можуть знайти Скаллі. Вони повідомляють, що знайшли електронні листи між Скаллі та чоловіком на ім'я Кобра, який, очевидно, працює над тіньовим проектом у Міністерстві оборони.
Тим часом Скаллі прокидається в приміщенні у штаті Пенсільванія — в піжамі замість одягу і звинувачує Курця — що він їй щось підлив. Він стверджує, що Дейна була просто виснажена, і Курець намагався зробити її комфортний відпочинок. Скаллі намагається піти, але вирішує продовжувати, коли Курець каже їй, що вона вільна, і вибір — приймати його допомогу чи ні, залишається за нею. За цим спостерігає із заростів якийсь чоловік.
Малдер і Самотні стрільці йдуть до Скіннера, щоб зрозуміти, чому Скаллі спілкується з Коброю. Вони виявляють, що анонімний чоловік зламав комп'ютер Скаллі та надсилав повідомлення Кобрі із закликом на зустріч від імені Дейни. Група вважає, що це робота Курця, але Скіннер досі не знає, як із ним зв'язатися.
Курець запрошує Дейну на вечерю із контактною особою. За вечерею Курець говорить Скаллі, що ліки, якими він володіє, це не просто ліки від раку, а від всіх хвороб людини, і що це позаземні технології. Курець виходить на вулицю і каже чоловікові, який стежив за ними, що Кобра не прийшов. Скаллі знаходить записку під її десертною тарілкою, де просять зустрітися в печері Каліко на світанку.
Курець відщвартовує моторний човен і Дейна пливе по вказаній адресі одна. Її човен зупиняє Кобра — а за ними з берега слідкують. Кобра дає їй диск перед тим, як чоловік, який раніше слідував за Курцем і Скаллі, застрелив його із гвинтівки з снайперським прицілом. Чоловік також намагається вбити Скаллі, але його швидше вбиває Курець. Дейна заводить мотор і відпливає. Вона віддає диск Курцю — той повертає носій інформації Скаллі.
Скаллі залишає Курця і віддає диск Самотнім стрільцям для аналізу. Але виявляється, що Курець поміняв диск на чистий. Вона повертається до його кабінету, але там порожньо. Малдер повідомляє їй, що це був шахрай, і її використовували для отримання цієї інформації. Але Фокс не розуміє, чому Курець залишив Скаллі живою.
Після роздумів Курець кидає справжній диск з інформацією в озеро і знову запалює цигарку.

## Зйомки
«En Ami» написав Вільям Б. Девіс, який грав Курця. Девіс хотів написати епізод, в якому його персонаж намагався спокусити Скаллі чимось, про що вона турбувалася — медичними знаннями. Девіс звернувся до Кріса Картера зі своєю ідеєю, і заінтригував його. Картер призначив виконавчого продюсера Френка Спотніца працювати з Девісом і створити повноцінний сценарій. Сценарій кілька разів переглядався, і багато сцен Девіса були вирізані, зокрема й та, в якій Курець вчив Скаллі кататися на водних лижах. В оригінальному сценарії епізоду також був задіяний Алекс Крайчек, присутність якого була «невід'ємною частиною (оригінальної) сюжетної лінії», але цей фрагмент теж був вирізаний. Перший проєкт сценарію був закінчений за 4 тижні.
Девіс розглядав свого персонажа як «романтичного героя», однак Картер і Спотніц не хотіли дозволити так легко «Скаллі (довіряти) цій людині, яку вона сім років ненавиділа». Зрештою, знімальна команда підправила сценарій, додавши, «реальності Цілком таємно проти існуючих міфів і розвитку сюжету в минулому», щоб полегшити перехід. Пізніше Девіс зазначив: «Я був в основному задоволений тим, як склався (епізод), незважаючи на те, що іще було багато інших ідей, яких не вдалося побачити. Моя початкова концепція історії полягала в тому, що Курець був набагато кращим актором, аби завоювати прихильність Скаллі, і що Дейна була менш стійкою до цієї уваги». Оскільки Курець зміг маніпулювати Скаллі, згодом Картер назвав «Ен Амі» «найстрашнішим епізодом року».
Хоча елементи епізоду частково були натхненні п'єсою Шекспіра «Річард III» (а саме спробами Річарда заручити леді Енн), Девіс спочатку написав сценарій, в якому Курець міг діяти разом з Джилліан Андерсон. Пізніше він зазначив: «Якщо вони не збираються давати мені сцену з Джилліан, просто доведеться написати її». Назва епізоду, «En Ami», перекладається з французької на англійську мову «як друг». Заголовок також діє як гра слів, читається фонетично як «ворог» англійською мовою (до прикладу «Enemy Mine»).
Режисером серії став Роб Боумен і це був його останній внесок у серіал. Щодо свого відходу він згодом сказав: «У художньому плані я відчував, що більше не можу допомогти». Спочатку «En Ami» мав виходити в ефір протягом першої половини 7-го сезону. Але продюсери зрозуміли, що розміщення епізоду настільки близького до лінії «Шосте вимирання»/«Любов до долі», що орієнтована на Малдера, зробило б розвиток персонажа проблемним. Тому було вирішено перенести епізод на середину сезону.
Виробництво та зйомки епізоду були швидкими, що призвело до певних неприємностей і накладок. Сцена за участю Курця та Скаллі, яка вечеряє в ресторані, насправді знімалася у два різні дні: сцени з Андерсон знімали в один день, а із Девісом — в інший. Короткий графік зйомок також призвів до швидкої побудови сцени, особливо для послідовності в доках при кінці епізоду. Більшість озерних сцен були зняті на озері Шервуд. Актор-каскадер, Денні Веселіс, замінив Андерсон під час сцен, в яких вона мала керувати моторним човном.

## Показ і відгуки
«Ен Амі» вперше вийшов в ефір у США 19 березня 2000 року і отримав рейтинг Нільсена 7,5 з часткою 11, що означає — приблизно 7,5 % всіх домогосподарств, обладнаних телевізором, і 11 % домогосподарств що дивляться телевізор, були налаштовані на епізод. Його переглянули 11,99 мільйона глядачів. Епізод був показаний у Великій Британії і Ірландії по «Sky One» 25 червня 2000 року; його переглянуло 0,62 мільйона глядачів. Пізніше епізод був включений у «Міфологію X-файлів», том 3 — Колонізація, колекція DVD, що містить епізоди, пов'язані з планами чужого колоніста опанувати Землею.
Роберт Ширман і Ларс Пірсон у книзі «Хочемо вірити: критичний посібник з Цілком таємно, Мілленіуму і Самотніх стрільців» оцінили епізод 4.5 зірками з п'яти. Вони похвалили епізод, написавши: «Сам сюжет — це все туман і дзеркала, але це насправді не має значення» і «Навички Девіса як актора і письменника… дуже зворушливі.» Річ Розелл з «DigitallyObsessed.com» відзначив епізод 4 із 5 зірок і написав: «Розблокуйте свої мозкові схеми, щоб спробувати відстежувати ситуацію, оскільки ми дізнаємось трохи більше про Курця та його жартики».
Зак Гендлен з «The A.V. Club» присвоїв епізоду «B +» і написав, що «він переважно долає деякі суттєві вади сценарію». Гендлен критикував той факт, що сценарій «вимагає від Скаллі бути набагато наївнішою, ніж вона зазвичай». Оглядач також писав, що, оскільки епізод був не таким правдоподібним, як це могло бути згідно сюжетної лінії, виявлення того, що Курець використовує Скаллі, «більше розчаровує, ніж шокує». Кеннет Сілбер у огляді для «Space.com» дійшов висновку, що епізод значною мірою спрацьовує завдяки акторській майстерності Девіса та Андерсон, а також тому факту, що серія надала змогу глядачам зрозуміти мотиви Курця. Сілбер не був задоволений двозначністю Курця, написавши: «Мабуть, не дивно, що епізод дає мало відповідей. І закінчення, з його високим ступенем неоднозначності, приносить мало задоволення.».

## Знімалися
- Девід Духовни — Фокс Малдер
- Джилліан Андерсон — Дейна Скаллі
- Мітч Піледжі — Волтер Скіннер
- Вільям Брюс Девіс — Курець
- Майкл Шамус Вайлз — Чорноволосий чоловік
- Луїза Летем — Марджорі Баттерс
- Том Брейдвуд — Мелвін Фрогікі
- Дін Хаглунд — Річард Ленглі
- Брюс Гарвуд — Джон Фіцджеральд Байєрс
- Жаклін Шульц — Ірен Макпек